# 七尾線
七尾線（ななおせん）は、石川県河北郡津幡町の津幡駅から、石川県七尾市の和倉温泉駅に至る西日本旅客鉄道（JR西日本）の鉄道路線（地方交通線）である。

## 概要
IRいしかわ鉄道線（旧：北陸本線）から分岐する路線で、能登半島南部を縦断する。津幡駅でIRいしかわ鉄道線と接続しているが、宝達駅付近で天井川をくぐるトンネルの離隔距離の問題などを考慮し、交流電化の北陸本線（当時）とは異なる直流電化とされ、北陸本線との接続地点付近に交直セクションが設けられた。よって全列車が交直流電車（定期列車）または気動車（臨時列車）で運転されている。
もともとは同半島北部の輪島駅までの路線であったが、1991年に和倉温泉駅以南が電化され、非電化のままとなった和倉温泉駅 - 輪島駅間はのと鉄道に移管された。また、七尾駅 - 和倉温泉駅間 (5.1 km) は、のと鉄道を第二種鉄道事業者とし、特急列車はJR西日本が、普通列車はのと鉄道が運行している。なお、和倉温泉駅以北ののと鉄道七尾線はJR西日本が第三種鉄道事業者、のと鉄道が第二種鉄道事業者である。また、七尾駅 - 七尾港駅間の貨物支線も存在したが、民営化前に廃止されている。
2015年3月14日の北陸新幹線長野駅 - 金沢駅間の開業により、並行在来線区間にあたる北陸本線金沢駅 - 直江津駅間はIRいしかわ鉄道等（IRいしかわ鉄道は、金沢駅 - 倶利伽羅駅間）に経営分離されたが、並行在来線にあたらない七尾線は経営分離の対象とはならず、新幹線開業後も引き続きJR西日本が運営する。これに伴い、七尾線はJRの他の路線に接続しない完全な飛び地路線となった。2024年3月16日の北陸新幹線金沢駅 - 敦賀駅間の開業以降は、北陸本線の金沢駅 - 大聖寺駅間もIRいしかわ鉄道に移管されたため、七尾線は石川県唯一のJR在来線となったほか、七尾線の津幡駅構内部分がJR西日本の管轄する狭軌在来線で唯一の交流電化区間となっている。
2021年3月13日から車載型IC改札機の導入によって全線でICOCAなどのICカードが利用可能となった。
全区間をJR西日本金沢支社の七尾鉄道部が管轄している。起点の津幡駅はIRいしかわ鉄道の管轄駅であるが、共同使用駅であるため営業上は金沢支社管内のJR駅としても扱われている。

## 路線データ
- 管轄・路線距離（営業キロ）：全長59.5 km
  - 西日本旅客鉄道（第一種鉄道事業者）：
    - 津幡駅 - 和倉温泉駅間 59.5 km

  - のと鉄道（第二種鉄道事業者）：
    - 七尾駅 - 和倉温泉駅間 (5.1 km)
- 軌間：1,067 mm
- 駅数：20（起終点駅含む）
  - 孤立路線であるため、起終点駅を含めたすべての駅が七尾線所属駅となっている。なお、起点の津幡駅は2015年3月13日までは北陸本線所属[6]であったが、翌日から同線がIRいしかわ鉄道へ移管されたため、JRの駅としては七尾線所属に変更された。
- 複線区間：なし（全線単線）
- 電化区間：全線（直流1500 V。津幡駅構内のみ交流60 Hz・20000 V）
- 閉塞方式：自動閉塞式（特殊）
- 運転指令所：金沢総合指令所（七尾鉄道部七尾CTC）
- 最高速度：100 km/h
- IC乗車カード対応区間：
  - ICOCAエリア：全線（和倉温泉駅は特急を利用する場合のみ適用）

## 運行形態

### 優等列車
2024年3月16日現在、特急「能登かがり火」が金沢駅 - 和倉温泉駅間を4往復、金沢駅 - 七尾駅間を1往復の1日計5往復の特急が運行されている。また臨時列車として特急「花嫁のれん」が土曜日・休日など多客期を中心に金沢駅 - 和倉温泉駅間を1日2往復運行している（「花嫁のれん」は2024年1月1日の能登半島地震の影響で2025年時点では団体貸切以外は運休中）。
北陸新幹線の金沢開業後は金沢駅以東に乗り入れる特急をすべて廃止する方針を示していたが、石川県の要請を受けて、2014年1月28日に6往復は維持したまま、うち1往復（特急「サンダーバード」）は大阪駅直通とし、残り5往復を金沢発着のシャトル列車とすることがJR西日本から発表され、同年10月7日に後者のシャトル列車の列車名を特急「能登かがり火」に決定したと発表され、2015年3月14日より運行を開始した。北陸新幹線の金沢開業直前までは特急「サンダーバード」が4往復、エル特急「しらさぎ」が1往復、特急「はくたか」が1往復運転され、北陸本線（当時）と直通運転していた。現行の6往復と運転本数に変動はないが、特急の運転間隔は見直され、和倉温泉駅を特急「サンダーバード」36号が発車した直後に特急「はくたか」21号が発車するダイヤは廃止されている。2022年3月12日のダイヤ改正により、特急「サンダーバード」が1往復、特急「能登かがり火」が4往復、1日計5往復の運行体制となった。
また、同年7月7日に金沢発着の観光列車として特急「花嫁のれん」が土休日および多客期に2往復運行することが発表され、2015年10月3日より運行を開始している。
2024年3月16日の北陸新幹線敦賀開業後は、七尾線の特急列車は金沢発着の「能登かがり火」5往復（指定日には6往復）と観光列車「花嫁のれん」の2往復のみとなり、大阪直通の「サンダーバード」は廃止された。なお、廃止されたサンダーバード1往復は金沢発着の「能登かがり火」に編入された。
かつては、金沢駅からのと鉄道に直通する急行「能登路」が運転されていたが、輪島方面直通が2001年3月3日、珠洲方面直通が2002年3月23日のダイヤ改正で廃止された。のと鉄道の移管前は、上野駅と金沢駅を結ぶ急行「能登」が七尾線輪島駅まで休日を中心に延長運転されていたが、1991年2月23日限りで運行を終了した。また、七尾線が電化される前の一時期には、大阪駅 - 金沢駅間でエル特急「雷鳥」に併結されて運転される気動車の特急「ゆぅトピア和倉」が七尾線へ乗り入れていた。
2004年3月13日から、朝ラッシュ時に七尾発金沢行きで特急「おはようエクスプレス」が運転されていたが、2010年3月13日のダイヤ改正で廃止された。このため、特急「サンダーバード」の上り始発列車・下り最終列車が宇野気駅・高松駅・良川駅に停車することで補われ、北陸新幹線の金沢開業以降は上りの特急が「能登かがり火」2号、下りが特急「能登かがり火」7・9号に引き継がれた。

### 普通列車

#### 津幡駅 - 七尾駅間
七尾線の普通列車はほとんどが金沢駅 - 七尾駅間の運転で、区間列車として金沢駅 - 高松駅間の系統がある。すべての普通列車がIRいしかわ鉄道の金沢駅まで乗り入れ、津幡駅で折り返す列車はない。
北陸新幹線の金沢開業前は平日・土曜日が26往復（このうち1往復が金沢駅 - 高松駅間の運転）、日曜日・祝日が25往復あったが、北陸新幹線の金沢開業に伴う2015年3月14日のダイヤ改正で朝の金沢駅 - 高松駅間の1往復が毎日運転に変更されたことと、金沢発の始発列車と東京発最終の「かがやき」に接続するために、朝5時台と夜23時台に1往復増発されたことで、全日27往復体制となった（改正前に比べて平日は1往復、日曜・祝日は2往復増加）。これによって最終列車の時刻が繰り下がって七尾・高松両駅の到着時刻が日付を越えるようになり、始発列車の時刻が4 - 5時台に繰り上がった。2021年3月13日のダイヤ改正で、2往復を土曜・休日運休としたため、6年ぶりに平日ダイヤと休日ダイヤが分かれることになった（金沢駅 - 高松駅間：平日27往復、土日祝25往復、高松駅 - 七尾駅間：平日25往復、土日祝23往復）。2022年3月12日のダイヤ改正では、金沢発21 - 23時台および七尾発18 - 22時台の時刻を統一し、最終列車を当日中の到着に繰り上げた（金沢駅 - 高松駅間：平日25往復、土日祝23往復、高松駅 - 七尾駅間：平日21.5往復、土日祝20往復）。日中時間帯は1時間に1本程度が運転されているが、1時間半程度開く時間帯がある。
以前はラッシュ時に松任駅・美川駅・小松駅まで直通運転する列車が設定されていたが、2014年3月15日にはこれらすべての列車が系統分割され、普通列車は金沢駅発着に統一された。
全列車原則としてワンマン運転を行っており（まれに車掌・機動改札員が乗務して車内改札を行う場合あり）、2023年8月1日よりすべての駅ですべてのドアから乗り降りができるようになり、切符や運賃は駅の集札箱に投入しても運転士に手渡ししてもどちらでもよいこととなった。ICカードの利用方法に変更はなく、無人駅でも本津幡駅のように車載型IC改札機にタッチする駅と中津幡駅のように地上型IC専用改札機にタッチする駅がある。2021年3月13日から2023年7月31日までは、中津幡駅 - 徳田駅間の無人駅（早朝夜間無人駅になる駅も含む）においては後乗り前降りのワンマン運転が実施され、乗車時は車内で乗車整理券が発行され、降車時は2両編成の場合は切符や運賃の収受を運転士が行い、列車内の運賃箱に投入するが、4両編成の場合は全てのドアが開いて自由降車となり、切符や運賃は駅の集札箱に投入する方式を採用していた。
2010年3月13日のダイヤ改正までは、金沢駅 - 七尾駅間で快速列車も設定されていたが定期列車としては廃止された。廃止日前日時点での停車駅は次のとおりであった。
- 金沢駅 - （東金沢駅） - （森本駅） - 津幡駅 - 宇野気駅 - 高松駅 - 宝達駅 - 羽咋駅 - （千路駅） - （金丸駅） - 能登部駅 - 良川駅 - （能登二宮駅） - （徳田駅） - 七尾駅
  - （  ）は一部の列車のみ停車

モントレー・ジャズフェスティバル・イン・能登開催日には臨時列車が運転される場合があり、快速列車として運転される年もある。

#### 七尾駅 - 和倉温泉駅間
七尾駅 - 和倉温泉駅間ではJR西日本の普通列車は運転されておらず、JR西日本の七尾駅以南（羽咋方面）に直通する普通列車は運転されていない。すべての普通列車がのと鉄道の列車としてのと鉄道の車両で運転されている。すべて七尾駅 - 穴水駅間を通しで運転している。
JR西日本とのと鉄道の直通列車については、七尾線部分廃止後も快速「能登ふるさと博号」（金沢駅 - 穴水駅間）などの臨時列車で運転された実績があるほか、北陸新幹線開業による二次交通の充実化、利便性を図る実験として、2011年9月24日・25日に2両編成の気動車で金沢駅 - 穴水駅間で1日1往復運転された。

### 列車番号
特急「能登かがり火」の列車番号は3000番台が付番され、下りが3001Mから始まる奇数、上りが3002Mから始まる偶数となっている。特急「花嫁のれん」の列車番号は8000番台が付番され、下りが8011Dから始まる奇数、上りが8012Dから始まる偶数となっている。かつて運行されていた特急「サンダーバード」の列車番号は金沢駅で列車番号を変更し、IRいしかわ鉄道線内と七尾線内は北陸本線内の列車番号から2000を差し引いた2000番台が使われる。エル特急「しらさぎ」と特急「はくたか」の列車番号も3000番台が使われていた。いずれも金沢駅で列車番号が変更され、エル特急「しらさぎ」は単純に3050を足した列車番号が使われていたが、特急「はくたか」は金沢駅 - 越後湯沢駅間とは奇数・偶数が逆転した独自の列車番号が使われていた。
金沢駅 - JR七尾線（高松駅発着を含む）間の普通列車の列車番号は、上りが820M、下りが823Mから始まる番号が運転区間にかかわらず順番に付番され、かつての小松駅発着を含めて、直通先のIRいしかわ鉄道線内でも列車番号の変更をしない。ただし直通先の一部区間で曜日運休する場合はその運休となる区間については七尾線の列車番号に1000を足した番号が使われた（かつての美川駅・松任駅 - 金沢駅間）。2022年3月12日のダイヤ改正以降は平日のみ運転される普通列車であっても列車番号は変更せず、高松駅で折り返す普通列車には1000を足した列車番号が使われるようになり、また金沢発22時台の七尾行き最終列車は羽咋駅まで1000番台で運行し、羽咋駅から8000番台に列車番号を変更して運行している。
七尾駅 - のと鉄道七尾線間の普通列車の列車番号はのと鉄道の付番規則に従い、上りが120D、下りが121Dから始まる番号が運転区間にかかわらず順番に付番される。ただし、観光列車「のと里山里海号」はその年ごとに決められた付番規則に従う。

## 連絡運輸と運賃・料金の特例
北陸新幹線 - IRいしかわ鉄道線 - 七尾線間の運賃・料金は通過連絡運輸が設定されている。2024年3月16日以降は七尾線と北陸新幹線を乗り継ぐ場合のみ他のJR線相互の連絡乗車券を発売している。ただしIRいしかわ鉄道線内はグリーン料金の設定がない。
また2015年3月14日乗車分から2024年3月15日乗車分までは金沢駅で当日中に北陸新幹線から七尾線特急に乗り継ぐ場合と七尾線特急の乗車日の当日または翌日に北陸新幹線に乗り継ぐ場合は七尾線の特急料金に対して「乗継割引」（IRいしかわ鉄道の特急料金は無割引）を適用することができた。さらに改札口を出ないで当日中に金沢駅で北陸本線特急との乗継となる場合、和倉温泉駅 - 湖西線 - 大阪駅間（米原経由は対象外）で通しの特急料金（全区間A特急料金で計算）・通しのグリーン料金を適用することができた。津幡駅から金沢駅までの「特定の列車による折り返し区間外乗車」（かつての特急「はくたか」が該当していた）と「分岐駅を通過する列車に乗車する場合の特例」はこの区間がIRいしかわ鉄道へ経営移管されたことにより廃止された。
津幡駅 - 和倉温泉駅間は2015年3月14日乗車分より営業キロが51 km以上でも「おトクな特急料金」により50 kmまでと同額に抑えられていて、特急用定期券「パスカル」も同様に設定されている。津幡駅 - 和倉温泉駅間は2023年3月31日購入分まで、金沢駅 - 津幡駅間は2015年3月13日乗車分までB特急料金が設定されていた。
なおIRいしかわ鉄道の全線、あいの風とやま鉄道の倶利伽羅駅 - 越中宮崎駅まで連絡運輸が行われている。それ以遠はIC乗車券、紙の乗車券共に行われていない。　

## 使用車両

### 現用車両

#### 優等列車
- 電車
  - 683系 - JR西日本所属（特急「能登かがり火」）
- 気動車
  - キハ48形（キハ48 4とキハ48 1004） - JR西日本所属（特急「花嫁のれん」）

特急「能登かがり火」は3両編成で運用されている。また、普通車の一部には自由席が設定されている。特急「花嫁のれん」は全車指定席でグリーン車なしの2両編成で運用されている。特急「能登かがり火」「花嫁のれん」すべてが全車禁煙席で、喫煙ルームも設置されていない。

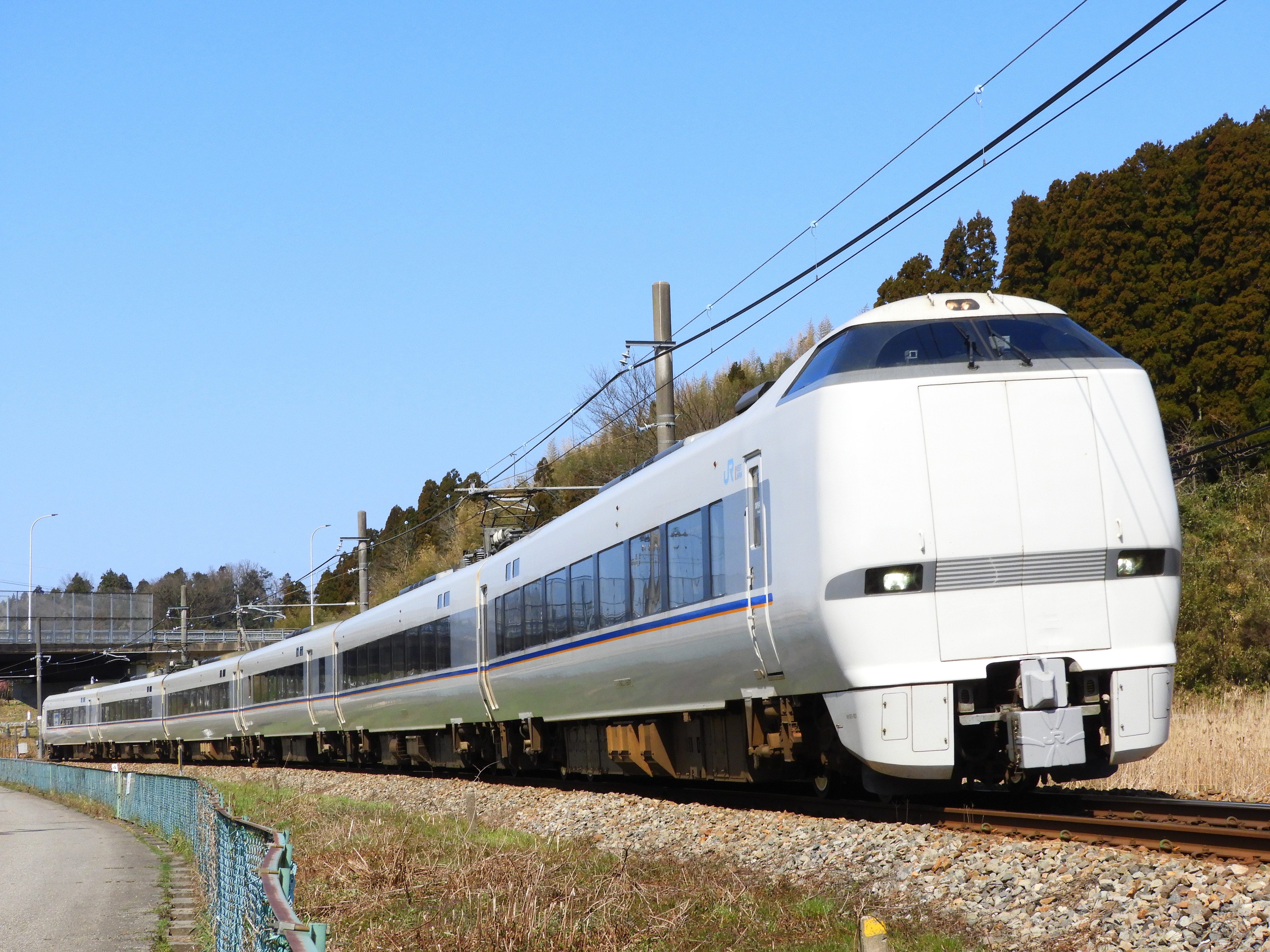
683系（中津幡駅 - 本津幡駅間、2021年3月11日）
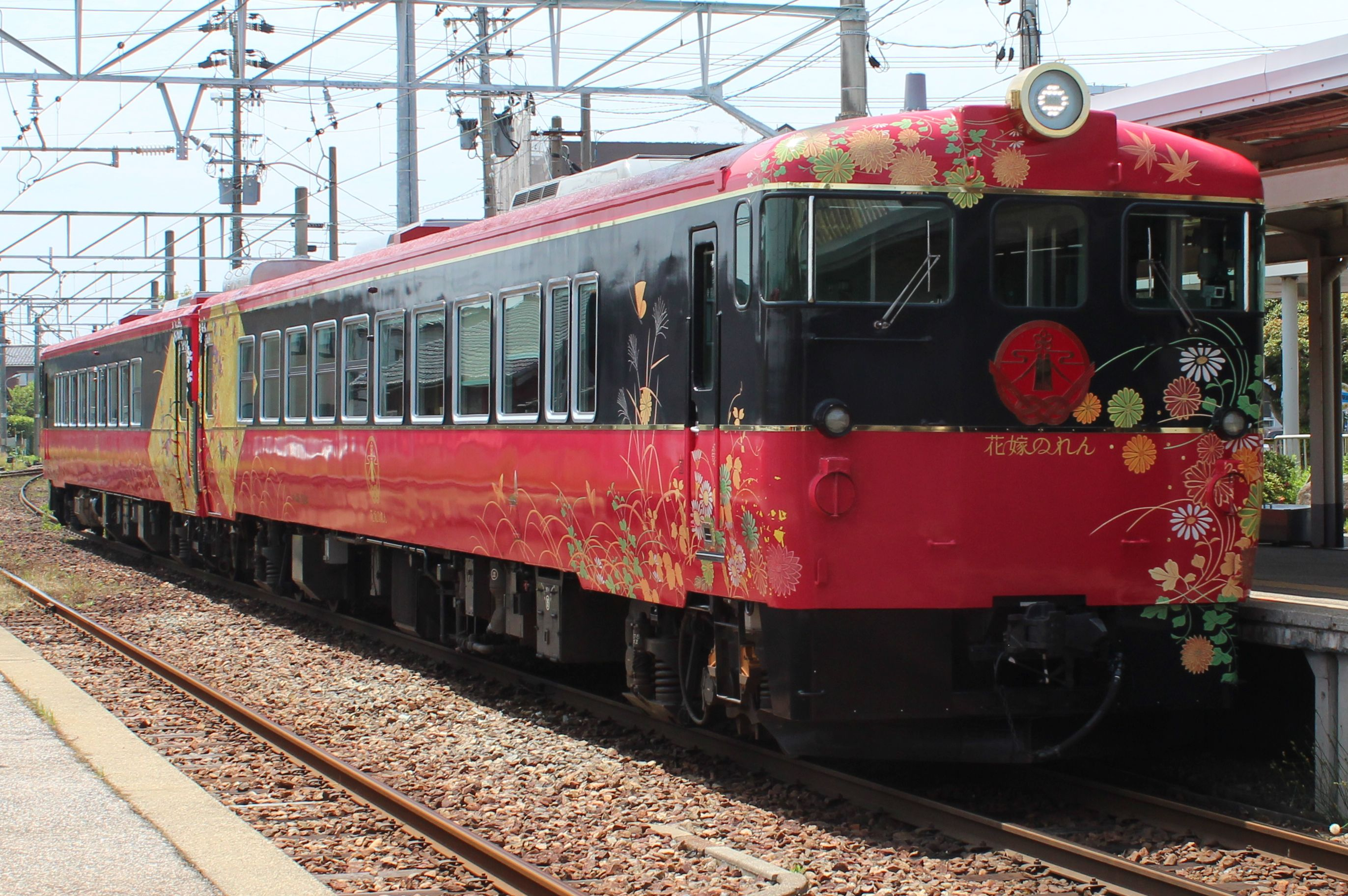
キハ48形（羽咋駅、2016年5月29日）

#### 普通列車
前述のように、津幡駅付近に交直セクションがあるため、交直流電車が使用される。交直セクション通過中は種別・行先表示器、車内に千鳥式に6か所設置されている案内表示器の表示が消えるものの、補助電源が供給されるために室内灯が消えることは無い。電化後は気動車で運転される普通列車はない。
- 電車
  - 521系100番台 - JR西日本・IRいしかわ鉄道所属
2020年10月3日のダイヤ修正から運用開始。2021年3月13日までに2両編成15本とIRいしかわ鉄道所属分2両編成3本の合計36両を導入した。津幡駅 - 七尾駅間で運用される。朝夕を中心に多くが2両編成を2本繋いだ4両編成で運用されているが、昼間時間帯には2両編成で運転される列車もある。客用ドアの開閉は、通年で押しボタン式の半自動ドア扱いとなる。車内にはICカード対応の改札機が設けられ、車内でのチャージも可能となっている[24]。

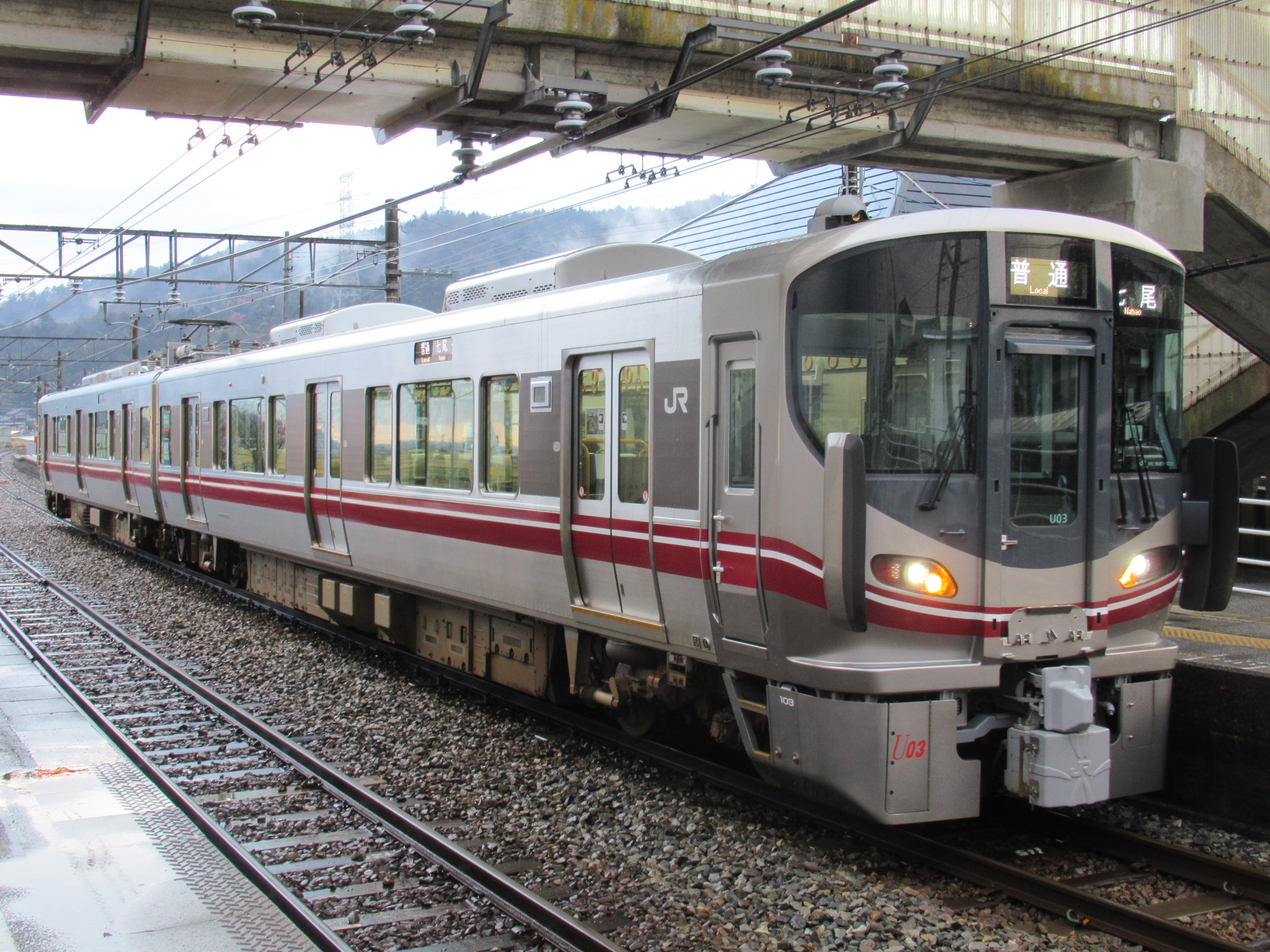
521系100番台（金丸駅、2020年12月26日）

#### 置き換え計画
2011年（平成23年）の東日本大震災における国鉄型電車の車両部品不足の際、521系電車の乗り入れも検討されていたが、部品調達の目途が立ったため白紙となり、乗り入れは行われなかった。
2014年（平成26年）7月7日には、七尾線で運用されていた415系C01編成のクハ415-801とモハ414-802が製造されてから50年を迎えた。8か月後の2015年（平成27年）3月14日、ダイヤ改正で415系の一部運用が413系に置き換えられ、C01編成は運用を離脱した（2016年3月31日付で廃車）。
2020年（令和2年）より521系が導入されることになり、JR所属車両は同年10月3日に一部列車で運用を開始した。乗り入れ先のIRいしかわ鉄道も翌2021年（令和3年）1月に同様の車両を3編成受領しており、両社間の車両が相互乗り入れする体制が組まれるようになった。方向幕はフルカラーLEDで、車内は転換クロスシートと車内案内表示器が6か所配置されている。また、出入口付近には車載型ICOCA改札機が設置されたが、運用開始当初は七尾線へのICOCA導入前で、利用は不可能であった。
2021年3月13日のダイヤ改正で全列車が521系に統一され、ICOCAが利用可能となった。これに伴い、ダイヤ改正前日の2021年3月12日をもって413系と415系800番台は運用を終了した。

### 過去の車両
- 電車
  - 681系 - JR西日本所属（特急「サンダーバード」「しらさぎ」「はくたか」「能登かがり火」）
6両編成、または3両編成で運転されていた。2010年3月13日より特急「サンダーバード」の運用が3両編成からグリーン車を連結した6両編成に変更されたのに対し、エル特急「しらさぎ」と特急「はくたか」は七尾線内での運転廃止直前までグリーン車なしの3両編成のままであった。特急「はくたか」はJR西日本所属だけでなく北越急行所属の車両の乗り入れもあった。2024年3月16日のダイヤ改正で、特急「サンダーバード」は七尾線内での運転を終了し、681系も七尾線内での定期運用を終了した。
  - 415系800番台
113系からの改造車で、全車非ユニット窓の初期車。車体塗装は、上半分を先頭車は青、中間車はピンクとし、下半分をグレー、境界に白帯という基調になっていたが、2010年2月から順次、輪島塗をイメージした赤色一色に塗装変更された[29]。2011年から415系のラッピング車両が順次登場していた。521系100番台投入完了に伴い、2021年3月12日を以て七尾線の運用を終了した。
  - 413系
北陸新幹線金沢延伸開業による並行在来線経営分離でJR西日本としては北陸本線金沢駅 - 直江津駅間が廃止され本系列が余剰となり、415系800番台の一部を置き換える形で2015年3月14日のダイヤ改正より定期運用を持つようになった。これ以前にも415系800番台が検査の時の代走として臨時運用に入ることがしばしばあった。しばらくの間は北陸地域色または青色単色塗装のままであったが、2015年4月から順次、七尾線で運用されている415系800番台と同じ輪島塗をイメージした赤色一色に塗装変更された[30]。521系100番台投入完了に伴い、2021年3月12日を以て七尾線の運用を終了した[5]。
  - 485系
  - 419系
- 気動車
  - キハ58形
  - キハ65形（ジョイフルトレイン「ゆぅトピア」・「ゴールデンエクスプレスアストル」）

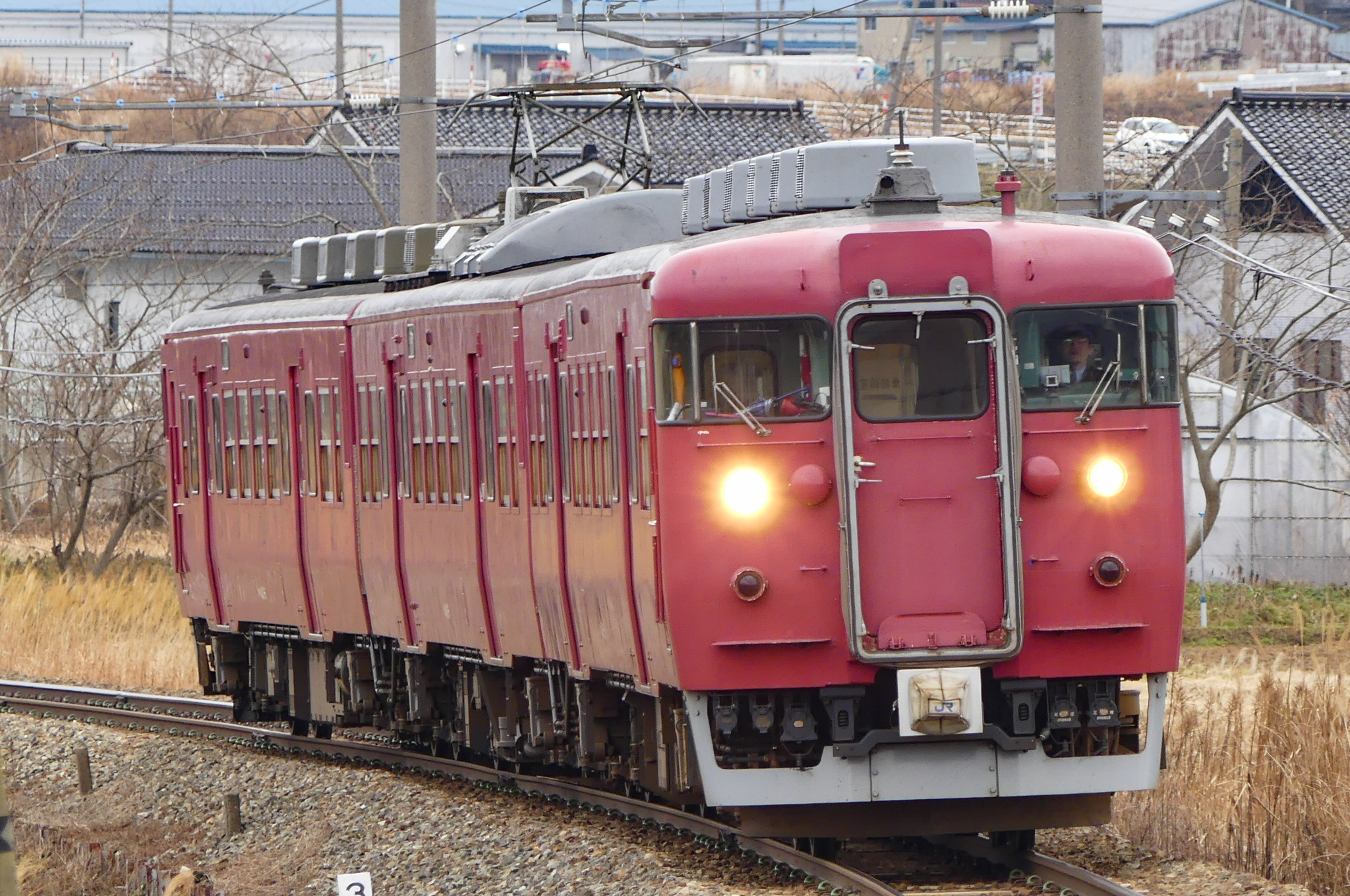
413系（徳田駅 - 能登二宮駅間、2018年1月7日）
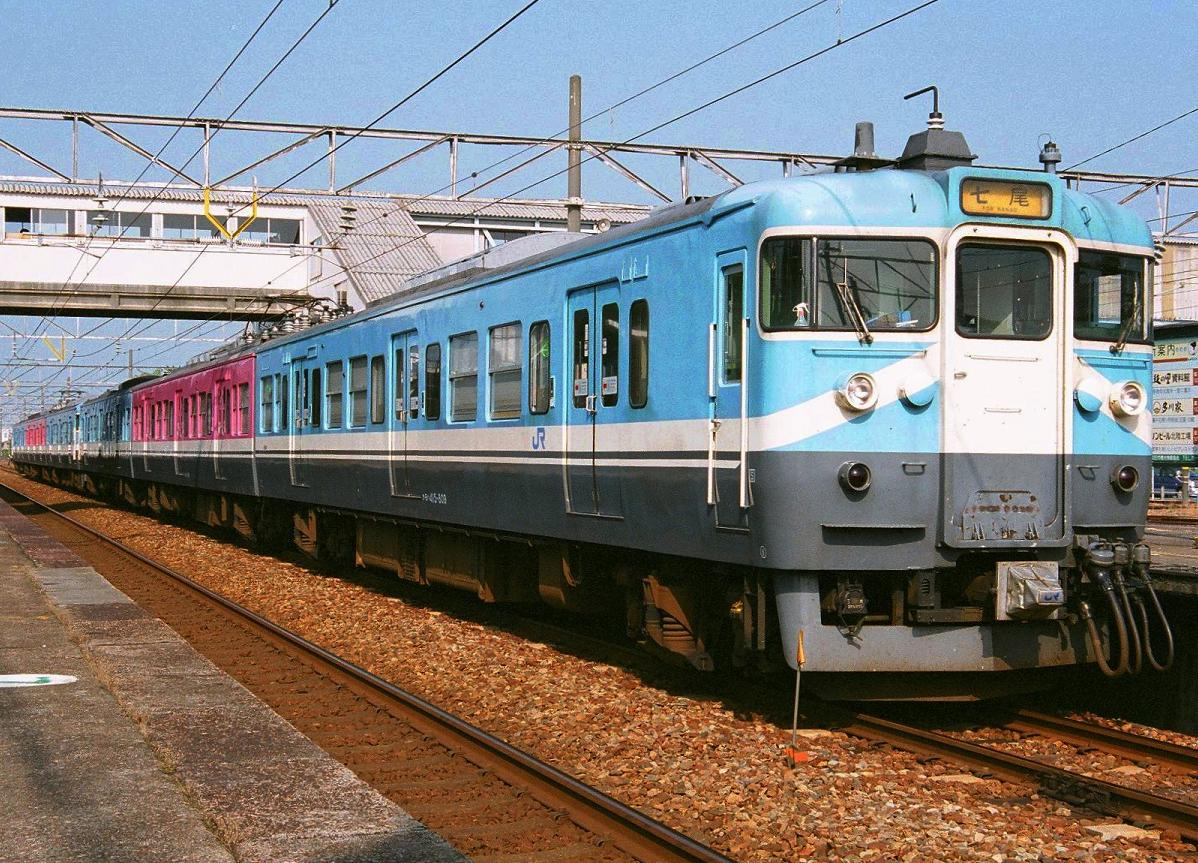
415系800番台（松任駅、2004年7月5日）

## 利用状況
七尾線の普通列車の旅客流動は和倉温泉駅に向けて駅ごとに減っていく階段状のパターンになっていて、ラッシュ時はかほく市近郊から金沢市近郊で特に混雑する。
2007年11月13日における七尾線の旅客流動は以下の通りである。
| 輸送人員（人/日）         | 全列車合計 | 普通列車 | 特急列車 |
| ------------------------- | ---------- | -------- | -------- |
| 合計                      | 14,737     | 13,457   | 1,280    |
| 七尾線相互                | 5,962      | 5,948    | 14       |
| 七尾線 - 北陸本線石川県内 | 7,800      | 7,404    | 396      |
| 七尾線 - 富山県方面       | 247        | 101      | 146      |
| 七尾線 - 福井県方面       | 728        | 4        | 724      |

2012年5月29日には鉄道利用調査が石川県と富山県によって合同実施された。

### 平均通過人員
各年度の平均通過人員（人/日）は以下のとおりである。
| 年度                   | 平均通過人員（人/日）                  | 出典   |
| 年度                   | 津幡 - 和倉温泉                        | 出典   |
| ---------------------- | -------------------------------------- | ------ |
| 1987年度（昭和62年度） | 5,415（和倉温泉駅 - 輪島駅間を含む値） | [ 34 ] |
| 2013年度（平成25年度） | 4,294                                  | [ 34 ] |
| 2014年度（平成26年度） | 3,992                                  | [ 35 ] |
| 2015年度（平成27年度） | 4,807                                  | [ 36 ] |
| 2016年度（平成28年度） | 4,681                                  | [ 37 ] |
| 2017年度（平成29年度） | 4,555                                  | [ 38 ] |
| 2018年度（平成30年度） | 4,445                                  | [ 39 ] |
| 2019年度（令和元年度） | 4,309                                  | [ 40 ] |
| 2020年度（令和02年度） | 3,112                                  | [ 41 ] |
| 2021年度（令和03年度） | 3,141                                  | [ 42 ] |
| 2022年度（令和04年度） | 3,428                                  | [ 43 ] |
| 2023年度（令和05年度） | 3,458                                  | [ 44 ] |

## 歴史

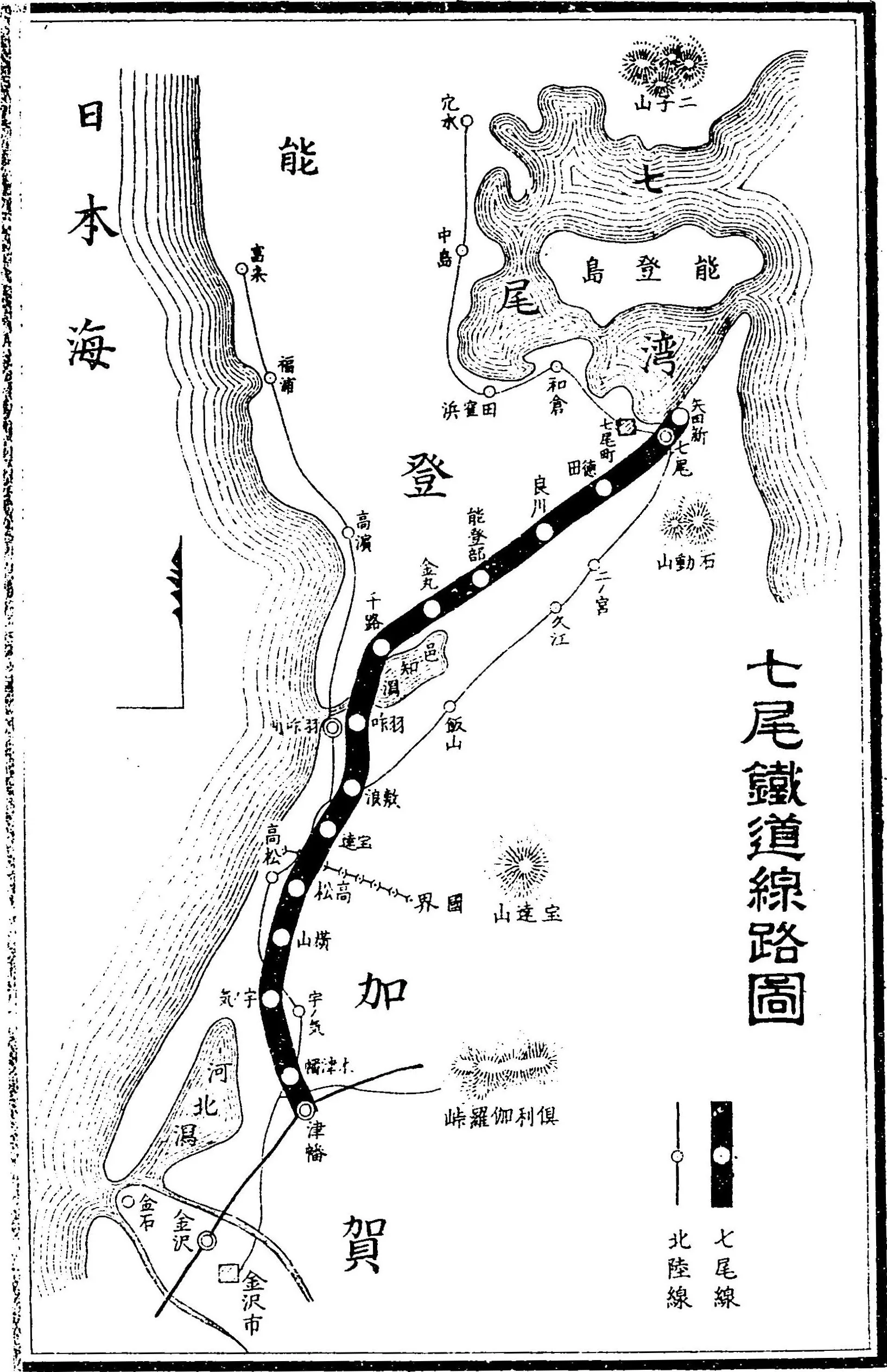
七尾鉄道株式会社　 1906年の路線図

七尾線は、国が建設すべき鉄道を記した鉄道敷設法に北陸線の一部として盛り込まれた。のちに北陸本線となる部分は第一期予定線に編入されたが、七尾線となる部分は編入されなかった。一方、1897年には七尾港が特別輸出港の指定を受け貿易港となるが、この指定は一定量の輸出量を維持ができなければ取り消されるため、金沢など、加賀地方からの貨物を集める目的で、地元の船主などが出資して加能鉄道株式会社が設立され、後に七尾鉄道株式会社（以下、七尾鉄道）へ社名変更して1898年に開業した。七尾線はこの七尾鉄道を鉄道国有法によって国有化したことを端緒とする。七尾から先は鉄道省によって国有鉄道として建設が進められ、部分開業を繰り返しながら1935年までに輪島駅までの全線が開通した。
国鉄を経て、半世紀ほど後の1987年からは七尾線電化の議論が活発化する。JR西日本と地元自治体との交渉の結果、津幡駅 - 和倉温泉駅間を電化し、和倉温泉駅以北の経営はすでに能登線の営業を引き受け開業していたのと鉄道に委ねることとなり、1989年に津幡駅 - 和倉温泉駅間の電化と和倉温泉駅以北の運営方式の変更を運輸省に提出し、2年後の1991年に電化・転換がなされた。その後、のと鉄道に引き継がれた区間のうち、乗客減少のため2001年に穴水駅 - 輪島駅間の第二種・第三種鉄道事業が廃止され、現在に至っている。

### 年表

#### 加能鉄道
- 1893年（明治26年）
  - 8月：有志者により趣意書を発表[46]。
  - 9月8日：富山県富山市の密田兵蔵ほか22名が発起者となり、資本金70万円にて加能鉄道株式会社を設立すべく免許申請[46]。
- 1894年（明治27年）9月：仮免許下付[46]。
- 1896年（明治29年）1月：本免許申請[46]。
  - 4月30日：本免許下付[46]。
  - 7月：七尾鉄道株式会社へ社名変更[46]。

#### 七尾鉄道
- 1898年（明治31年）4月24日：七尾鉄道 津幡仮停車場 - 矢田新駅間（32 M 42 C ≒ 52.34 km）が開業[47]。七尾駅 - 矢田新駅間は貨物営業のみ。津幡仮停車場（現在の本津幡付近）・宇野気駅・高松駅・宝達駅・敷浪駅・羽咋駅・千路駅・金丸駅・能登部駅・徳田駅・七尾駅および、貨物駅として矢田新駅（のちの七尾港駅）が開業。
- 1900年（明治33年）
  - 6月16日：津幡仮停車場が津幡口仮停車場に改称[47]。
  - 8月2日：津幡駅 - 津幡口仮停車場間（1 M 62 C ≒ 2.86 km）が延伸開業し官設鉄道に接続[47]。津幡口仮停車場が廃止。
  - 9月17日：全線改マイル（+3 C ≒ 0.06 km）。
- 1901年（明治34年）6月15日：横山駅・良川駅が開業[48]。
- 1902年（明治35年）
  - 6月25日：本津幡駅が開業[47][49]。
  - 11月12日：マイル・チェーン表記からマイル表記に簡略化（34 M 27 C → 34.3 M）。
- 1904年（明治37年）11月10日：七尾駅 - 矢田新駅間で旅客営業が開始、同区間改マイル（+0.1 M ≒ 0.16 km）[50]。
- 1907年（明治40年）
  - 9月1日：鉄道国有法により国へ事業売却。
  - 10月28日：最終株主総会により、会社清算を承認。
  - 11月12日：法人精算終了の旨を七尾区裁判所へ登記完了、七尾鉄道株式会社解散。「七尾鉄道株式会社」清算完了報告

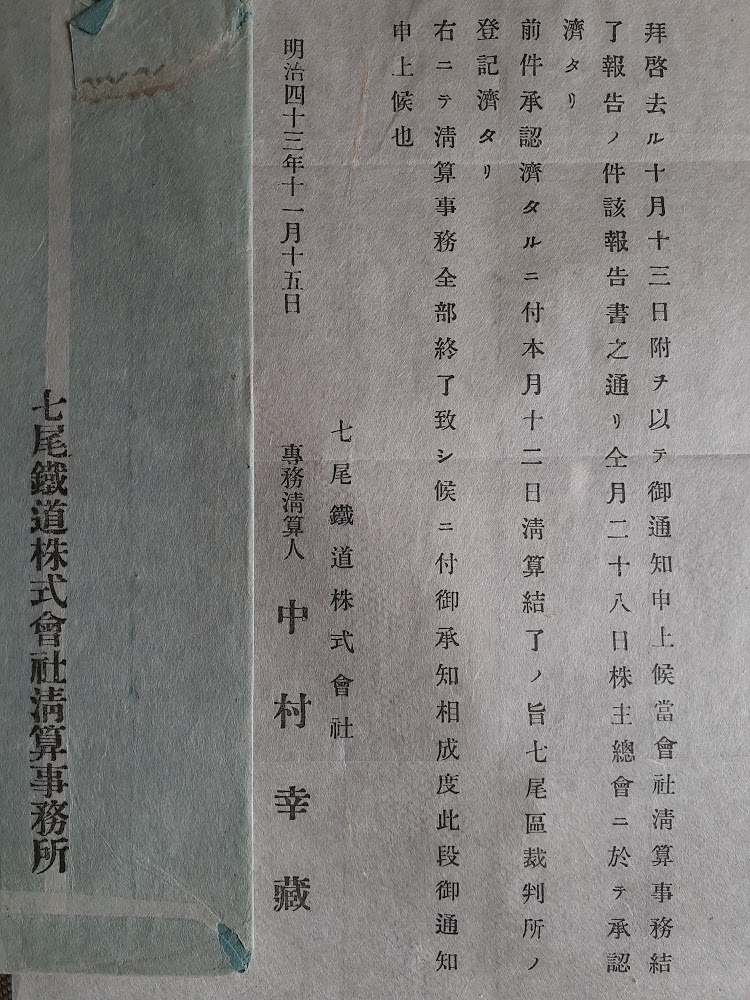
「七尾鉄道株式会社」清算完了報告

#### 国有化以降
- 1907年（明治40年）9月1日：鉄道国有法により買収、国有化。
- 1909年（明治42年）10月12日：国有鉄道線路名称制定。津幡駅 - 矢田新駅間が七尾線となる。
- 1917年（大正6年）4月15日：矢田新駅が七尾港駅に改称。
- 1925年（大正14年）12月15日：七尾駅 - 和倉駅間（3.2 M ≒ 5.15 km）が延伸開業。七尾駅が現在地に移転、改マイル（徳田駅 - 七尾駅間 +0.2 M ≒ 0.32 km、七尾駅 - 七尾港駅間 +0.5 M ≒ 0.8 km）。和倉駅（現在の和倉温泉駅）が開業。
- 1928年（昭和3年）
  - 2月5日：七尾駅 - 和倉駅間に小島信号場が開設。
  - 10月31日：和倉駅 - 能登中島駅間（6.8 M ≒ 10.94 km）が延伸開業。田鶴浜駅・笠師保駅・能登中島駅が開業。
- 1929年（昭和4年）12月5日：七尾駅 - 七尾港駅間の旅客営業が廃止。
- 1930年（昭和5年）4月1日：マイル表記からメートル表記に変更（津幡駅 - 能登中島駅間 43.8 M → 70.6 km、七尾駅 - 七尾港駅間 1.3 M → 2.1 km）。
- 1932年（昭和7年）8月27日：能登中島駅 - 穴水駅間 (16.9 km) が延伸開業。西岸駅・能登鹿島駅・穴水駅が開業。
- 1933年（昭和8年）9月1日：小島信号場が廃止。
- 1935年（昭和10年）7月30日：穴水駅 - 輪島駅間 (20.4 km) が延伸開業し全線開通[51]。能登三井駅・能登市ノ瀬駅・輪島駅が開業[52]。七尾機関庫設置（翌年、七尾機関区に改称）。
- 1950年（昭和25年）5月1日：免田駅が開業。
- 1958年（昭和33年）12月15日：気動車の営業運転を開始する[53][54]。七尾駅に停車中の国鉄キハ25形気動車

七尾駅に停車中の国鉄キハ25形気動車

- 1960年（昭和35年）2月10日：中津幡駅・能瀬駅・南羽咋駅・能登二宮駅が開業。
- 1965年（昭和40年）12月20日：全線でATS（車内警報装置）を使用開始。
- 1971年（昭和46年）4月26日：旅客列車が完全無煙化。
- 1972年（昭和47年）
  - 3月14日：全線で列車集中制御装置 (CTC) が導入。
  - 6月25日：北陸鉄道能登線廃止により、金沢駅発着の北鉄能登線乗り入れ（臨時）も廃止。
- 1973年（昭和48年）9月29日： SL「おくのと号」運転終了。3年間で15万人運ぶ[55]
- 1974年（昭和49年）4月4日：蒸気機関車運転終了[56]
- 1976年（昭和51年）4月1日：穴水駅 - 輪島駅間の貨物営業が廃止。
- 1980年（昭和55年）7月1日：和倉駅が和倉温泉駅に改称。
- 1982年（昭和57年）12月：七尾駅 - 和倉温泉駅間で分岐していた、住友セメント七尾工場引込線が廃止。同時に七尾駅の貨物取扱を廃止し、七尾港駅へ集約させる。
- 1984年（昭和59年）2月1日：津幡駅 - 七尾駅 - 穴水駅間の貨物営業が廃止。貨物支線 七尾駅 - 七尾港駅間 (2.1 km) が廃止。七尾港駅が廃止。

#### 民営化以降
- 1987年（昭和62年）4月1日：国鉄分割民営化により、西日本旅客鉄道が継承。
- 1990年（平成2年）
  - 3月24日：津幡駅 - 和倉温泉駅の電化起工式が和倉温泉駅で挙行。
  - 5月24日：電化工事の第1号柱が能瀬駅構内に建植される。
- 1991年（平成3年）9月1日：和倉温泉駅 - 輪島駅間がのと鉄道に経営移管される[2]（同区間はJR西日本が第三種鉄道事業者となり、七尾駅 - 輪島駅間はのと鉄道が第二種鉄道事業者となる）。津幡駅（構内を除く）- 和倉温泉駅間が金沢支社から七尾鉄道部の直轄になる[57]。津幡駅 - 和倉温泉駅間が電化（直流1500 V）[2]。特急「スーパー雷鳥」「しらさぎ」が七尾線に乗り入れ開始[2]。
  - 従来のキハ58系気動車による運行を終了し、金沢駅 - 七尾駅間の普通列車がすべて、415系などの電車による運行となる。
- 1992年（平成4年）3月14日：特急「かがやき」が七尾線に乗り入れ開始[58]。
- 1995年（平成7年）4月20日：特急「スーパー雷鳥（サンダーバード）」が七尾線に乗り入れ開始。
- 1997年（平成9年）3月22日：特急「はくたか」が七尾線に乗り入れ開始。同時に特急「かがやき」が廃止。「スーパー雷鳥（サンダーバード）」を「サンダーバード」に改称。
- 1999年（平成11年）12月8日：ダイヤ改正に伴い、列車番号が700台から800台に変更。
- 2001年（平成13年）
  - 3月3日：特急「スーパー雷鳥」を「サンダーバード」に統合。
  - 4月1日：穴水駅 - 輪島駅間が廃止（のと鉄道の第二種鉄道事業廃止。同時にJR西日本の第三種鉄道事業廃止）。
- 2004年（平成16年）3月13日：七尾発金沢行きで「おはようエクスプレス」が運転開始[16]。普通列車にも681系・683系が早朝に限り運用される。
- 2010年（平成22年）
  - 2月18日：「あかね色」の単色塗装に変更された415系電車が運行開始[59]。
  - 3月13日：七尾線内の快速と「おはようエクスプレス」が廃止。これにより早朝に運用していた681系・683系の普通列車での運用が終了した。
- 2011年（平成23年）
  - 4月2日 - 4月7日：東日本大震災で福島県内の車両部品工場が被災し保守部品調達の見通しが立たなくなったため、日中の金沢駅 - 七尾駅間（北陸本線直通列車含む）において、普通列車の本数や車両数の削減や行先変更が実施される[60][61]。
  - 7月1日：電化20周年および能登ふるさと博に合わせ、沿線にちなんだキャラクターが描かれたラッピング電車が運行開始[62]。
- 2014年（平成26年）
  - 2月4日：金沢発七尾行き普通電車が車両故障のために停車したが、交直セクション内に停車したため自力走行できず気温0度の中2時間30分立ち往生する。
  - 3月15日：ダイヤ改正により、普通列車を金沢駅で系統分割し全列車が金沢駅発着となる。特急を除き金沢以南（松任・美川・小松方面）へ直通する列車が消滅。
- 2015年（平成27年）
  - 3月14日：特急「能登かがり火」運転開始。特急「しらさぎ」「はくたか」の七尾線乗り入れ廃止。普通列車に415系のほか413系が投入される。
  - 10月3日：観光列車として特急「花嫁のれん」運転開始。
- 2020年（令和2年）10月3日：521系100番台電車を投入[28]。
- 2021年（令和3年）3月13日：全線でICカード「ICOCA」の利用が可能となる[4][17][5]。ワンマン運転を開始（両数に関わらず特急列車以外の全ての普通列車がワンマン化）[17][5][18]。
- 2024年（令和6年）
  - 1月1日 - 夕方に発生した能登半島地震の影響で全区間で不通となる。
  - 1月3日 - 津幡駅 - 高松駅間で運転再開[63]。
  - 1月15日 - 高松駅 - 羽咋駅間で運転再開。ただし、当面は本数を減らすほか、敷浪駅 - 羽咋駅間は速度を落としての運転となった[64][65]。
  - 1月19日 - JR西日本金沢支社は、七尾 - 和倉温泉間について、『復旧作業に着手し、2月中旬に再開予定』と表明[66]。その後の1月31日に、2月15日に七尾 - 和倉温泉駅間で運転を再開する予定であることが発表された[67]。
  - 1月22日 - 羽咋駅 - 七尾駅間で運転再開。同日から、一部の特急列車の乗り入れも再開[65][68][69]。
  - 2月15日 - 七尾 - 和倉温泉駅間で運転を再開。ただし、一部区間で徐行運転を行うほか、特急列車については、一部列車のみ運転再開となる。また、同日から当面、該当区間のみ乗車する場合に限り、乗車券・定期券で特急列車の普通車自由席が利用できる措置を採る[70]。
  - 3月16日 - 北陸本線移管を含むダイヤ改正により、特急「サンダーバード」の七尾線乗り入れ廃止。

## 駅一覧
便宜上、全列車が乗り入れるIRいしかわ鉄道線 金沢駅 - 津幡駅間も記載。同線内の貨物駅は省略する。
- 累計営業キロは津幡駅からのもの。
- 普通列車はすべての駅に停車。特急「能登かがり火」の停車駅は該当列車記事参照。
- 線路（七尾線内は全線単線） … ◇・∨：列車交換可能、｜：交換不可、||：複線（IRいしかわ鉄道線内）
- 全駅石川県内に所在
- 七尾駅 - 和倉温泉駅間については、のと鉄道と線路及び駅施設を共用している。

| 電化方式 | 会社             | 路線名             | 駅名       | 営業キロ | 営業キロ | 接続路線 | 線路 | 所在地            |
| 電化方式 | 会社             | 路線名             | 駅名       | 駅間     | 累計     | 接続路線 | 線路 | 所在地            |
| -------- | ---------------- | ------------------ | ---------- | -------- | -------- | --- | ---- | ----------------- |
| 交流電化 | ＩＲいしかわ鉄道 | ＩＲいしかわ鉄道線 | 金沢駅     | -        | 11.5     | 西日本旅客鉄道： 北陸新幹線 IRいしかわ鉄道：■IRいしかわ鉄道線（加賀温泉・福井方面） 北陸鉄道：浅野川線 …北鉄金沢駅 (A01) | \|\| | 金沢市            |
| 交流電化 | ＩＲいしかわ鉄道 | ＩＲいしかわ鉄道線 | 東金沢駅   | 2.6      | 8.9      | | \|\| | 金沢市            |
| 交流電化 | ＩＲいしかわ鉄道 | ＩＲいしかわ鉄道線 | 森本駅     | 2.8      | 6.1      | | \|\| | 金沢市            |
| 交流電化 | ＩＲいしかわ鉄道 | ＩＲいしかわ鉄道線 | 津幡駅     | 6.1      | 0.0      | IRいしかわ鉄道：■IRいしかわ鉄道線（倶利伽羅・高岡方面）                                                                  | ∨    | 河北郡 津幡町     |
| 交流電化 | 西日本旅客鉄道   | 七尾線             | 津幡駅     | 6.1      | 0.0      | IRいしかわ鉄道：■IRいしかわ鉄道線（倶利伽羅・高岡方面）                                                                  | ∨    | 河北郡 津幡町     |
| 直流電化 | 西日本旅客鉄道   | 七尾線             | 中津幡駅   | 1.8      | 1.8      | | ｜   | 河北郡 津幡町     |
| 直流電化 | 西日本旅客鉄道   | 七尾線             | 本津幡駅   | 1.1      | 2.9      | | ◇    | 河北郡 津幡町     |
| 直流電化 | 西日本旅客鉄道   | 七尾線             | 能瀬駅     | 2.2      | 5.1      | | ｜   | 河北郡 津幡町     |
| 直流電化 | 西日本旅客鉄道   | 七尾線             | 宇野気駅   | 3.7      | 8.8      | | ◇    | かほく市          |
| 直流電化 | 西日本旅客鉄道   | 七尾線             | 横山駅     | 3.0      | 11.8     | | ◇    | かほく市          |
| 直流電化 | 西日本旅客鉄道   | 七尾線             | 高松駅     | 2.6      | 14.4     | | ◇    | かほく市          |
| 直流電化 | 西日本旅客鉄道   | 七尾線             | 免田駅     | 3.4      | 17.8     | | ◇    | 羽咋郡 宝達志水町 |
| 直流電化 | 西日本旅客鉄道   | 七尾線             | 宝達駅     | 3.1      | 20.9     | | ◇    | 羽咋郡 宝達志水町 |
| 直流電化 | 西日本旅客鉄道   | 七尾線             | 敷浪駅     | 3.3      | 24.2     | | ◇    | 羽咋郡 宝達志水町 |
| 直流電化 | 西日本旅客鉄道   | 七尾線             | 南羽咋駅   | 2.5      | 26.7     | | ｜   | 羽咋市            |
| 直流電化 | 西日本旅客鉄道   | 七尾線             | 羽咋駅     | 3.0      | 29.7     | | ◇    | 羽咋市            |
| 直流電化 | 西日本旅客鉄道   | 七尾線             | 千路駅     | 4.1      | 33.8     | | ｜   | 羽咋市            |
| 直流電化 | 西日本旅客鉄道   | 七尾線             | 金丸駅     | 3.7      | 37.5     | | ◇    | 鹿島郡 中能登町   |
| 直流電化 | 西日本旅客鉄道   | 七尾線             | 能登部駅   | 3.6      | 41.1     | | ◇    | 鹿島郡 中能登町   |
| 直流電化 | 西日本旅客鉄道   | 七尾線             | 良川駅     | 2.8      | 43.9     | | ◇    | 鹿島郡 中能登町   |
| 直流電化 | 西日本旅客鉄道   | 七尾線             | 能登二宮駅 | 2.2      | 46.1     | | ｜   | 鹿島郡 中能登町   |
| 直流電化 | 西日本旅客鉄道   | 七尾線             | 徳田駅     | 2.8      | 48.9     | | ◇    | 七尾市            |
| 直流電化 | 西日本旅客鉄道   | 七尾線             | 七尾駅     | 5.5      | 54.4     | | ◇    | 七尾市            |
| 直流電化 | 西日本旅客鉄道   | 七尾線             | 和倉温泉駅 | 5.1      | 59.5     | のと鉄道：七尾線（のと鉄道の普通列車は全て七尾駅始発・終着）                                                             | ◇    | 七尾市            |

線内の駅のうち、津幡駅がIRいしかわ鉄道直営駅（共同使用駅）、七尾駅がJR西日本直営駅と宇野気駅・羽咋駅がJR西日本金沢メンテックによる業務委託駅、残りの16駅は無人駅である。
「列車到着メロディー」は津幡駅以外の全駅に設置されている。一部の駅を除き、列車接近の案内音声の後、「線路は続くよどこまでも」のジャズバージョンが列車到着前より流れるようになっている。和倉温泉駅では「和倉音頭」が流れる。
2015年4月には、七尾線の駅のうちの7駅（七尾駅、能登二宮駅、良川駅、能登部駅、金丸駅、羽咋駅、宇野気駅）で列車到着メロディーが、一青窈の楽曲「ハナミズキ」に変更された。
2021年7月以前は前述の7駅を除いて春季は「春の小川」、夏季は「われは海の子」、秋季は「もみじ」、冬季は「雪」が流れていた。

### 経営移管区間
1991年よりのと鉄道に移管された区間（JR西日本は第三種鉄道事業者として引き続き施設を保有）。下記のうち穴水駅 - 輪島駅間は2001年に廃線となった。この区間の現状についてはのと鉄道七尾線を参照。
営業中の区間
和倉温泉駅 - 田鶴浜駅 - 笠師保駅 - 能登中島駅 - 西岸駅 - 能登鹿島駅 - 穴水駅

2001年廃止区間
穴水駅 - 能登三井駅 - 能登市ノ瀬駅 - 輪島駅

### 廃止区間
( ) 内は七尾駅からの営業キロ
貨物支線
七尾駅 (0.0 km) - 七尾港駅 (2.1 km)

### 廃駅・廃止信号場
- 津幡口仮停車場 ： 1901年廃止、本津幡駅付近（津幡駅起点 約2.9 km）
- 小島信号場 ： 1933年廃止、七尾駅 - 和倉温泉駅間（津幡駅起点 56.1 km）

### 過去の接続路線
- 羽咋駅：北陸鉄道能登線 - 1972年6月25日廃止